# Happy Mondays
I slutningen af 80'erne var et af de mere markante steder i britisk rock-musik Manchester. Denne by stod for en oppisket afart af rock, der fandt inspiration i både funk, soul og ikke mindst den feststemte kultur housemusik. En af de vigtigste grupper i den periode var Happy Mondays, der med Shaun Ryder i forgrunden virkelig fik gjort sit til at give byen tilnavnet Mad-chester.
Happy Mondays blev dannet i 1985 og blev med 'Bummed' i 1988 pludselig det helt store på klub-scenen. Med Shaun Ryder's forbryderimage som fixpunkt leverede gruppen fortællinger fra ravekulturens mest negative sider, samtidig med at de musikalsk udvidede rockmusikkens grænser med deres samplelignende brug af andres musik og tekster i deres sange.
Samtidig med at Happy Mondays kulminerede kunstnerisk med albummet 'Pills'n' Thrills'n'Bellyaches' nåede Shaun Ryder's narkotikamisbrug også sit højdepunkt. Det kom bl.a. til udtryk, da han medbragte en tysk Luger-pistol til et pressemøde, eller som da han under et pladeselskabsmøde forlod branchefolkene for at hente noget 'Kentucky Fried Chicken'; gruppens ord for heroin.
På grund af Shaun Ryder's misbrug gik Happy Mondays i opløsning i 1992. Efter at have tilbragt nogle år på afvænning dannede han sammen med danseren Bez gruppen Black Grape. Denne gruppe, der musikalsk set lagde sig op af Happy Mondays, udsendte i 1995 det anmelderroste debut-albummet 'It's Great When You're Straight...Yeah'.
Efter et enkelt album mere hos Black Grape valgte Shaun Ryder at koncentrere sig om en solokarriere. Det har senest resulteret i albummet med den forrygende titel 'Clowns And Pet Sounds' i 2003.
I 2004 blev Happy Mondays imidlertid gendannet, hvilket i juli 2007 resulterede i comeback-albummet 'Uncle Dysfunktional', gruppens første studiealbum i 15 år.

## Diskografi

### Albums
- 1987: Squirrell and G Man Twenty Four Hour Party People Plastic Face Carnt Smile
- 1988: Bummed
- 1990: Pills 'n' Thrills And Bellyaches
- 1991: Live (album)
- 1992: Yes, Please
- 2007: Uncle Dysfunktional